# Marlon Camble
Marlon Francisco Camble García (Limón, 22 de febrero de 1989)  es un futbolista costarricense que se desempeña como delantero y actualmente está sin equipo.

## Trayectoria
Debutó en Primera División con el Club Sport Herediano, el 27 de septiembre de 2009 en un partido ante la Universidad de Costa Rica en el estadio Ecológico. Victoria académica 2-1.
En esa ocasión relevó al minuto 60 a Cristian Blanco.

## Mundiales menores
| Mundial                  | Sede   | Resultado    |
| ------------------------ | ------ | ------------ |
| Copa Mundial Sub-20 2007 | Canadá | Primera fase |

## Clubes
| Club                           | País       | Año         |
| ------------------------------ | ---------- | ----------- |
| Club Sport Herediano           | Costa Rica | 2009 - 2010 |
| Club Sport Uruguay de Coronado | Costa Rica | 2010 - 2011 |
| Municipal Liberia              | Costa Rica | 2011 - 2015 |
| Municipal Grecia               | Costa Rica | 2015        |
| Limón Fútbol Club              | Costa Rica | 2016        |
| Asociación Deportiva COFUTPA   | Costa Rica | 2016 - 2020 |